# Neominois ridingsii
Espèce
Neominois ridingsii est une espèce d'insectes lépidoptères (papillons) appartenant à la famille des Nymphalidae, à la sous-famille des Satyrinae et au genre Neominois.

## Dénomination
Neominois ridingsii a été nommé par William Henry Edwards en 1865 sous le nom de Satyrus ridingsii (Edwards, 1865).

### Nom vernaculaire
Il se nomme en anglais Riding's Satyr .

### Sous-espèces
- Neominois ridingsii ridingsii; au Colorado;
- Neominois ridingsii dionysus (Scudder, 1878); au Nouveau-Mexique;
- Neominois ridingsii minimus Austin, 1986;la seule présente au Canada.
- Neominois ridingsii neomexicanus Austin, 1986;
- Neominois ridingsii pallidus Austin, 1986;
- Neominois ridingsii stretchii (Edwards, 1870);
- Neominois ridingsii wyomingo (Scott, 1998)[1];

## Description
Neominois ridingsii est un papillon de taille moyenne, d'une envergure de 33 à 56 mm, marron clair grisé avec une bande submarginale formée de taches ovales crème fusionnées. Les ailes antérieures présent dans la bande deux ocelles noirs pupillés de blanc, parfois trois et un aux postérieures,.

### Chenille
Elle est de couleur brun-rouge avec une bande noire sur le dos, verte rayée clair et foncé sur les flancs avec une tête marron rayée de marron plus clair.

## Biologie

### Période de vol et hivernation
Neominois ridingsii vole en une génération de mi-juin et mi-août au canada, en juin juillet plus au sud,.
C'est la chenille au troisième ou au quatrième stade qui hiverne.

### Plantes hôtes
Les plantes hôtes des chenilles sont des Poaceae, dont le boutelou gracieux (Bouteloua gracilis),.

## Écologie et distribution
Il est présent dans tout l'ouest de l'Amérique du Nord depuis, au Canada, le sud des Provinces des prairies, et aux États-Unis, au Montana, au Dakota du Nord, dans le sud de l'Oregon, le nord-est et le sud-ouest de l'Idaho, au Wyoming, en Californie, Nevada, Utah, Colorado, en Arizona et au Nouveau-Mexique,,.

### Biotope
Il réside dans les prairies sèches

### Protection
Pas de statut de protection particulier.